# Controversia en la Wikipedia en croata
De 2013 a 2021, la Wikipedia en croata recibió la atención de los medios internacionales por promover una visión de extrema derecha, incluyendo propaganda anti-LGBT y la discriminación contra los serbios de Croacia mediante el negacionismo histórico y la negación o dilución de la gravedad de los crímenes cometidos por el régimen de Ustacha. Además de blanquear los crímenes y vicios de los criminales de la época de la Segunda Guerra Mundial, lo mismo se hizo con políticos y figuras públicas croatas contemporáneas; se respaldó dicho contenido falsificado y sesgado en la Wikipedia en croata mediante un uso masivo de fuentes no fiables, resultando en una recepción negativa por parte del gobierno, los medios y los historiadores croatas. Varios editores involucrados en la cooptación de Wikipedia en croata a lo largo de la década de 2010 fueron expulsados o destituidos en 2021, cuando se descubrió que uno de los administradores más activos tomó el control del sitio al tener alrededor de ochenta usuarios títeres.

## Trasfondo

### Reacción de los medios
En septiembre de 2013, las quejas sobre el sesgo derechista de los administradores y editores de la Wikipedia en croata comenzaron a recibir la atención de los medios de comunicación, tras el lanzamiento de una página de Facebook titulada Razotkrivanje sramotne hr.wikipedije ('Exponiendo la vergonzosa Wikipedia croata'), creada con la intención de llamar la atención sobre el tema. Según Jurica Pavičić, profesora de la Universidad de Split y columnista de Jutarnji list, la toma gradual de la Wikipedia croata comenzó en 2009 por «un pequeño grupo de administradores conservadores» que bloquearon a varios editores por tener «opiniones entre liberales y moderadas sobre temas controvertidos». Ejemplos reportados de parcialidad incluyen el negacionismo histórico, como la dilución y la negación de los crímenes cometidos por el régimen de Ustacha, y la equiparación del antifascismo con formas de totalitarismo. Otras cuestiones incluyeron el prejuicio contra los serbios de Croacia y la comunidad LGBT. Se informó que los editores que intentaron eliminar las secciones sesgadas fueron acosados por los administradores y rápidamente recibieron bloqueos permanentes con diversos pretextos. El tema fue publicado en el diario croata Jutarnji list e incluso apareció en la portada de su edición impresa el 11 de septiembre de 2013.

### Reacción del gobierno croata
Dos días después, el ministro de Ciencia, Educación y Deportes de Croacia, Željko Jovanović, pidió a los alumnos y estudiantes de Croacia que evitaran utilizar la Wikipedia croata. En una entrevista concedida a Novi list, Jovanović afirmó que:
la idea de libertad y relevancia como fuente de conocimiento que Wikipedia podría y debería representar ha quedado completamente desacreditada –lo que, ciertamente, nunca ha sido el objetivo de los creadores de Wikipedia ni del gran número de personas en todo el mundo que comparten su conocimiento y su tiempo utilizando ese medio. Esto ha perjudicado a los alumnos y estudiantes croatas, por lo que tenemos que advertirles, lamentablemente, que una gran parte del contenido de la versión croata de Wikipedia no sólo es dudosa sino que también [contiene] falsificaciones obvias y, por lo tanto, los invitamos a utilizar fuentes de información más confiables, incluyendo Wikipedia en inglés y sus otras versiones de idiomas conocidos.
Jovanović también comentó sobre los editores croatas de Wikipedia, llamándolos «un grupo minoritario que ha usurpado el derecho a editar la Wikipedia en croata». El cofundador de Wikipedia, Jimmy Wales, dijo que las quejas sobre la parcialidad de la Wikipedia croata no eran «nada nuevo», pero que la denuncia de Jovanović era alarmante.

### Entrevistas a historiadores
En 2013, en una entrevista concedida a Index.hr, Robert Kurelić, profesor de historia en la Universidad Juraj Dobrila de Pula, comentó que «la Wikipedia croata es sólo una herramienta utilizada por sus administradores para promover sus agendas políticas, dando información falsa y hechos distorsionados». Algunos ejemplos que enumeró incluyen la cobertura en la Wikipedia croata del término Istrijanstvo ('istrianismo'), definido como un «movimiento creado con el objetivo de reducir el número de croatas», y antifašizam ('antifascismo'), que según él se definía como lo contrario a lo que realmente significa. Kurelić advirtió además «que sería bueno si un mayor número de personas se involucraran y comenzaran a escribir en Wikipedia», porque «los administradores quieren explotar a los estudiantes de secundaria y universitarios, los usuarios más comunes de Wikipedia, para cambiar sus opiniones y actitudes, lo que presenta un grave problema».
También en 2013, Snježana Koren, historiadora de la Facultad de Humanidades y Ciencias Sociales de la Universidad de Zagreb, calificó los artículos como «sesgados y maliciosos, en parte incluso analfabetos», en una entrevista con la agencia de noticias croata HINA. Añadió además que «este es el tipo de artículos que se pueden encontrar en las páginas de organizaciones y movimientos marginales, pero que no debería haber lugar para eso en Wikipedia», expresando dudas sobre la capacidad de sus autores para distinguir el bien del mal. Koren concluyó que el motivo oculto de tales escritos era rehabilitar el Estado Independiente de Croacia, un estado títere de la Alemania nazi, y que «no hay otra manera de caracterizar tales esfuerzos que como movimiento Ustacha».
La página en Wikipedia en croata sobre el campo de concentración de Jasenovac fue considerada un excelente ejemplo de su negacionismo y distorsiones históricas. La versión croata de la página se refería al campo de concentración de Jasenovac de la Segunda Guerra Mundial como un «campo de colección» y campo de trabajo, restaba importancia a los crímenes cometidos allí, así como al número de víctimas, y «un gran número» de referencias estaban basadas en «medios de comunicación de derecha y blogs privados». Hrvoje Klasić, también historiador de la Facultad de Humanidades y Ciencias Sociales de la Universidad de Zagreb, declaró a la Balkan Investigative Reporting Network en 2018 que «aunque Jasenovac era en parte un campo de trabajo, referirse a él solo como eso es engañoso», argumentando que «referirse a Jasenovac simplemente como un campo de recolección y trabajo es usar "el mismo lenguaje" que la propaganda ustacha», y también agregó que «varios artículos y temas están escritos de una manera completamente revisionista [en la Wikipedia en croata], con énfasis en el sentimiento nacionalista y, me atrevería a decir, pro-Ustacha».

### Evaluación de la desinformación por la Fundación Wikimedia
En 2021, la Fundación Wikimedia publicó un anuncio de trabajo para un puesto de evaluador de desinformación, con el objetivo de examinar más a fondo el contenido controvertido en la Wikipedia en croata. En marzo de 2021, se realizaron una serie de medidas para eliminar el acceso administrativo a un grupo de editores considerados responsables de todo el asunto, algunos de los cuales también publicaron sus nombres en los medios croatas. Se descubrió que uno de ellos era editor de un conocido portal web de extrema derecha, ampliamente utilizado como «fuente fiable» en la Wikipedia en croata.
En junio de 2021, Wikimedia publicó su Evaluación de desinformación de Wikipedia en croata. Concluyó que «un grupo de administradores de Wikipedia en croata ejercieron un control indebido de facto sobre el proyecto al menos entre 2011 y 2020. Durante ese tiempo, el grupo distorsionó intencionalmente el contenido presentado en los artículos de Wikipedia en croata de una manera que coincidía con las narrativas de organizaciones y grupos políticos que pueden definirse en términos generales como la derecha radical croata». Según la evaluación, los administradores habían abusado de su poder para expulsar a los disidentes y aplicaron y violaron reglas selectivamente, lo que resultó en la captura del proyecto.